# The Careless Age
The Careless Age est un film américain réalisé par John Griffith Wray, sorti en 1929.

## Synopsis
Sir John Hayward, un chirurgien britannique réputé, décide que son fils Wyn, étudiant en médecine, a besoin de vacances pour se distraire temporairement de ses études. Au bord du lac de Côme, en Italie, Wyn tombe amoureux de Rayetta Muir, une actrice et chanteuse de cabaret sans scrupules. De retour à Londres, Rayetta évite Wyn, prête à l'oublier. Wyn devient fou de jalousie quand il apprend que Rayetta est intime avec Lord Durhugh, un vieux beau, et Le Grand, un boxeur français. Dans un accès de rage, il étrangle Rayetta et la laisse pour morte. Il avoue ensuite à son père qu'il l'a tuée. Ils se rendent ensemble dans l'appartement de Rayetta, et se rendent compte qu'elle n'est pas morte.

## Fiche technique
- Réalisation : John Griffith Wray
- Scénario : Harrison Macklyn, Harold Shumate d'après la pièce Diversion de John Van Druten[2].
- Photographie : Alvin Knechtel, Ben F. Reynolds
- Genre : Mélodrame[1]
- Production : First National Pictures
- Distributeur : Warner Bros.
- Durée : 65 minutes
- Date de sortie : 15 septembre 1929

## Distribution
- Douglas Fairbanks Jr. : Wyn
- Carmel Myers : Rayetta
- Holmes Herbert : Sir John
- Kenneth Thomson : Owen
- Loretta Young : Muriel
- George Baxter : Le Grand
- Wilfred Noy : Lord Durhugh
- Doris Lloyd : Mabs
- Ilka Chase : Bunty
- Raymond Lawrence : Tommy

## Chansons
Les chansons du film, Melody Divine et Say It with a Solitaire sont écrites par Hermann Ruby et mises en musique par Norman Spencer.